# Ниннус
Ниннус (лив. Ninnus, ? — 1211, Ливония) — князь (правитель) гауйских ливов (1210. (XIV, 10) и 1211.gadā (XV, 7)). В 1210 году участвовал в крестовом походе на край Сонтагана в Эстонии. Умер при военных действиях от болезни в 1211 году. Считается, что владения Ниннуса находились на левом берегу Гауи, вблизи Турайды, на территории Дабрела (или около его территории).